# Dobrovice
Dobrovice (jednotné číslo, v místní mluvě běžně též původně hanlivé Picava) je město ve Středočeském kraji, okres Mladá Boleslav. Leží 7 km jihovýchodně od Mladé Boleslavi, převážně na jižním úpatí a v okolí Chloumeckého hřbetu. Město tvoří osm částí obce, dříve samostatných obcí, kromě Dobrovice jsou to Bojetice, Holé Vrchy, Chloumek, Libichov, Sýčina, Týnec a Úherce. Ve městě Dobrovice má trvalé bydliště přibližně 3 700 obyvatel, z toho v samotné Dobrovici bez přidružených obcí necelých 2 000 obyvatel. Bojetice, Týnec a též samostatná obec Vinařice jsou dnes s původní Dobrovicí stavebně srostlé. Naopak území částí Chloumek, Libichov a Sýčina tvoří exklávu obce, oddělenou od zbytku Dobrovice územím Vinařic.

## Historie
Zakladatelem města byl snad Dobrovít († 1178), kanovník vyšehradské kapituly, která v okolí vlastnila některá zboží. Nejstarší písemná zmínka pochází z roku 1249, kdy je zmiňován Mstidruh z Dobrovicevsi, pražský hejtman, purkrabí pražského hradu a předek pánů z Chlumu. Název Dobroviceves (nebo Dobroviceves) znamená Dobrovítova ves. Předpokládá se, že tehdejší osídlení se nacházelo jihovýchodně od dnešního kostela.
Rod Chlumeckých v Dobrovici zbudoval novou tvrz jako náhradu za zničený hrad Chlum. Došlo k tomu zřejmě ne později než ve 14. století, ale doložena je až k roku 1541. Nejpozději ve 14. století se také zformovala protáhlá náves rozšiřující se od tvrze na jihu směrem pod svah s kostelem.
V roce 1545 panství koupili Budovcové z Budova, ale už roku 1551 jej prodali vdově Anně z Vartenberka, od níž poté přešlo na jejího druhého manžela Jindřicha z Valdštejna (1517–1579), s nímž započalo první období velkého rozvoje. Jindřich si Dobroviceves vybral za sídlo panství a roku 1558 pro ni u císaře Ferdinanda I. dosáhl povýšení na město, nesoucí už dále název Dobrovice. Horní část návsi byla rozšířena a získala charakter náměstí. V letech 1569 až 1571 nechal postavit nový goticko-renesanční trojlodní kostel svatého Bartoloměje. Roku 1578 začal na místě tvrze budovat renesanční zámek.

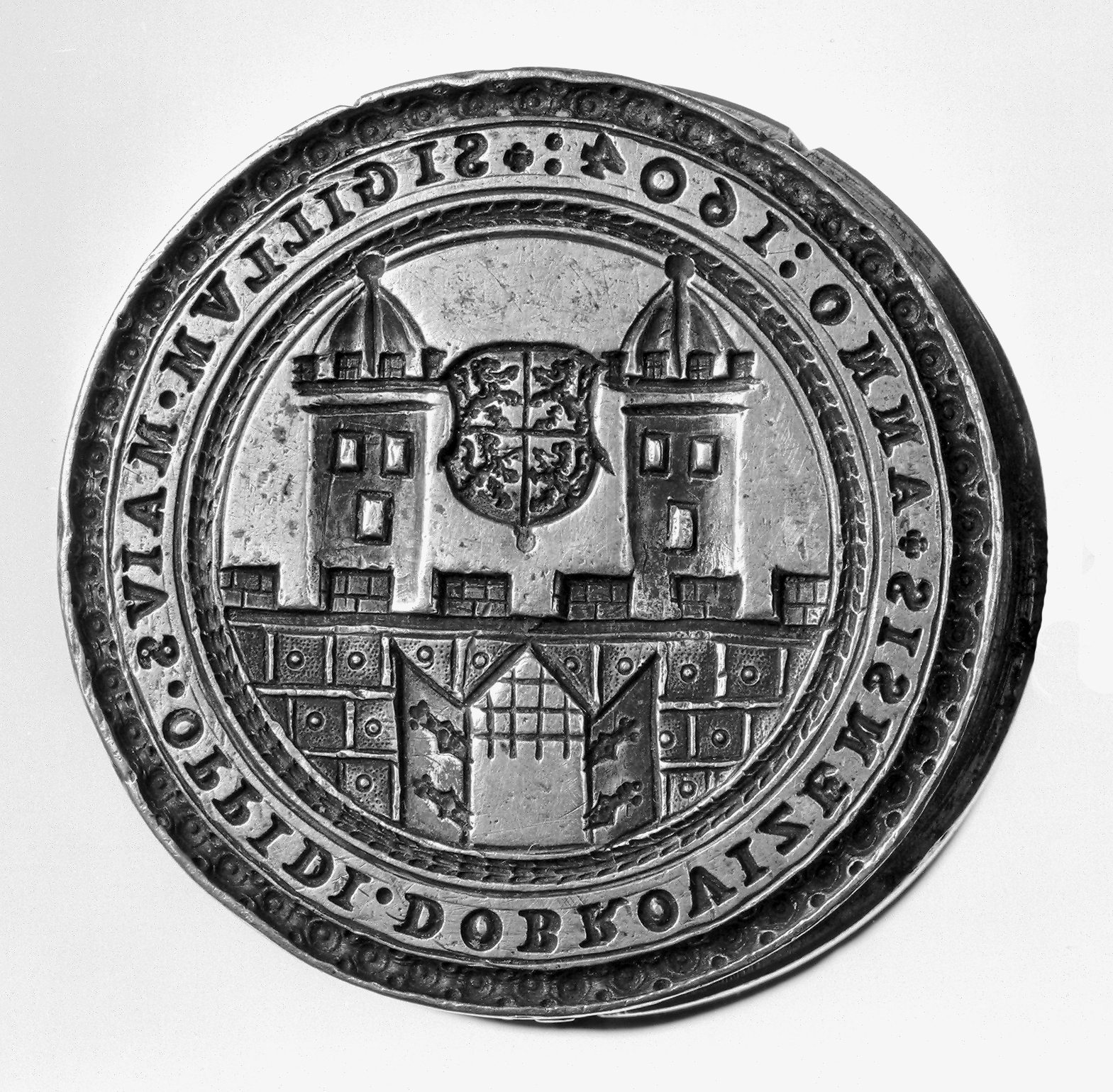
Stříbrné pečetidlo města Dobrovice z roku 1604 (Archiv města Dobrovice, SOkA Mladá Boleslav)

Jindřichův syn Heník (1568–1623) založil poblíž kostela latinskou školu, kde působili i učitelé z pražské univerzity, na žádost konšelů nechal postavit renesanční radnici, dále rozšířil zámek a zřídil v něm lékárnu a roku 1610 knihtiskárnu. Na druhou stranu však také na svém panství inicioval čarodějnické procesy. Město Dobrovice bylo centrem poměrně rozsáhlého panství čítajícího 21 vesnic. Po Bílé hoře byl ale Henyk pro účast v protihabsburském povstání tohoto majetku zbaven a musel prchnout do Saska.
Panství získal Albrecht z Valdštejna, ale předal jej svému strýci Adamu mladšímu z Valdštejna, pozdějšímu nejvyššímu pražskému purkrabímu, který k městu přikoupil sousední Vinařice. Posledním Valdštejnským pánem města byl Jan Josef, po jehož smrti roku 1731 přešlo panství sňatkem jeho dcery na rod Fürstenbergů.
Obdobně Dobrovici roku 1809 získal rod Thurn-Taxisů. Fürstenbergové ani Thurn-Taxisové však dobrovický zámek nevyužívali jako své sídlo. Až roku 1831 zde Karel Anselm z Thurn-Taxisu nechal vybudovat cukrovar (teprve druhý v českých zemích). Kvůli přestavbě byla zbořena zámecká kaple, celé severní a části západního a východního křídla a zrušena zámecká zahrada. Tento krok přinesl další etapu rychlého rozvoje města. Počet domů ve městě se během dalších sta let více než ztrojnásobil, město dorostlo k sousedním Vinařicím a Bojeticím. Počet obyvatel samotné Dobrovice (tedy ještě bez později přidružených obcí) dosáhl svého historického maxima před první světovou válkou, v roce 1910 to bylo 2906 obyvatel.

### Novodobá historie

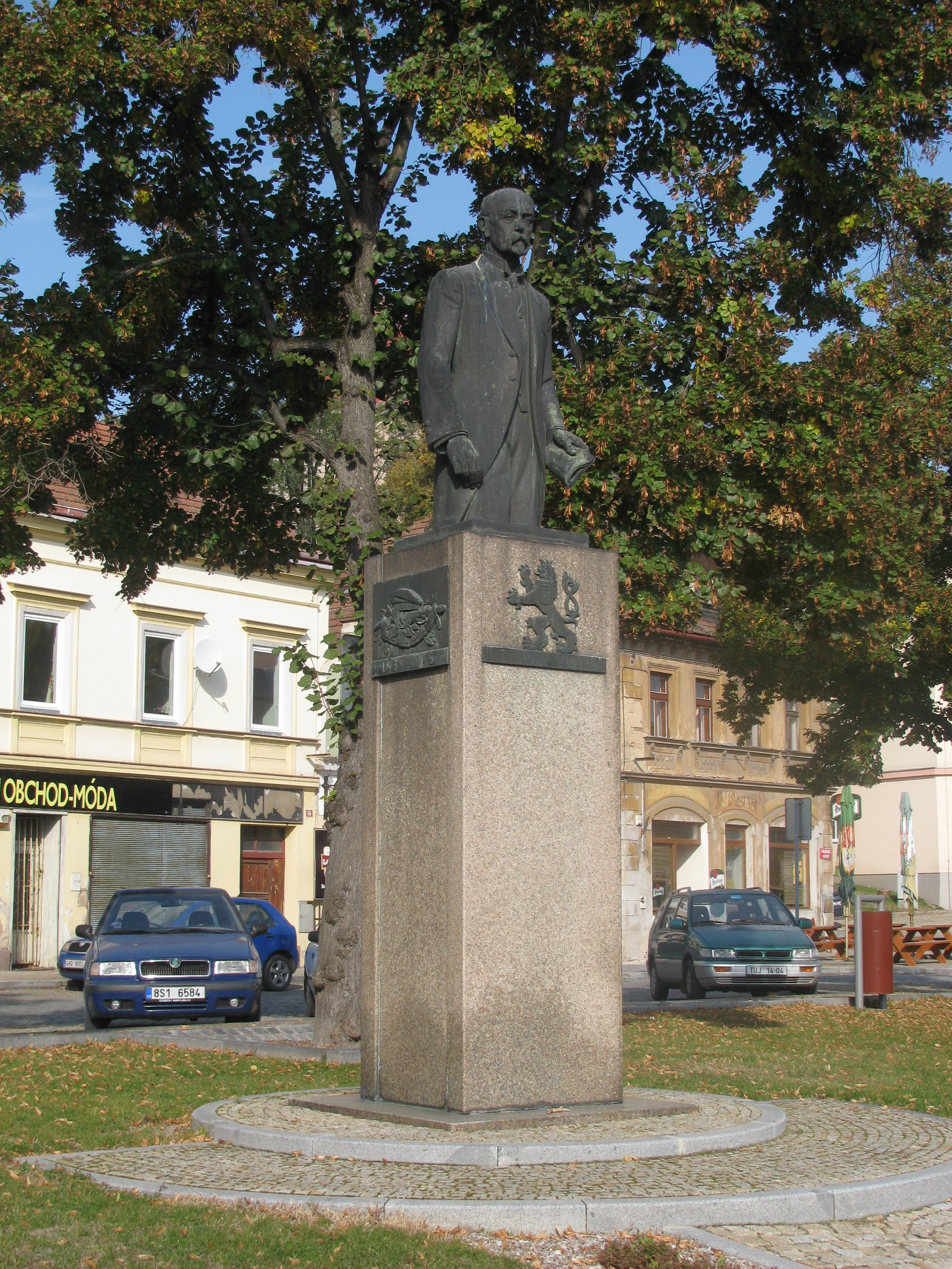
Pomník Tomáše Garrigue Masaryka v horní části Palackého náměstí v Dobrovici

V osmdesátých letech 20. století bylo k Dobrovici připojeno osm do té doby samostatných obcí v okolí. S výjimkou Vinařic, které se znovu osamostatnily v roce 1990, jsou tyto osady součástmi města dodnes. V severovýchodní části náměstí došlo k vybourání části původní zástavby a byl postaven Obchodní dům Chlum (dnes již neslouží původnímu účelu, budovu vlastní firma provozující zde soukromý archiv).
V 90. letech byl dobrovický cukrovar prodán francouzské firmě Union SDA (dnes Tereos). Dnešní společnost Tereos TTD a.s. je největší producent cukru a lihu v Česku.
V roce 2009 prošlo rozsáhlou rekonstrukcí Palackého náměstí a ve stejné době vzniklo Muzeum cukrovarnictví, lihovarnictví, řepařství a města Dobrovice.
V roce 2021 byla pod památkovým dohledem zrekonstruována budova bývalé fary vedle kostela sv. Bartoloměje. Pozdně barokní, v roce 1873 neoklasicistně přestavěná patrová budova nesloužila původnímu účelu a chátrala zhruba od 70. let 20. století. Nyní zde sídlí pobočka ZUŠ a některé místní spolky.

### Územněsprávní začlenění
Dějiny územněsprávního začleňování zahrnují období od roku 1850 do současnosti. V chronologickém přehledu je uvedena územně administrativní příslušnost města v roce, kdy ke změně došlo:
- 1850 země česká, kraj Jičín, politický i soudní okres Mladá Boleslav[7]
- 1855 země česká, kraj Mladá Boleslav, soudní okres Mladá Boleslav[7]
- 1868 země česká, politický i soudní okres Mladá Boleslav[7]
- 1939 země česká, Oberlandrat Jičín, politický i soudní okres Mladá Boleslav[8]
- 1942 země česká, Oberlandrat Praha, politický i soudní okres Mladá Boleslav[9]
- 1945 země česká, správní i soudní okres Mladá Boleslav[10]
- 1949 Pražský kraj, okres Mladá Boleslav[11]
- 1960 Středočeský kraj, okres Mladá Boleslav[12]

### Rok 1932
Ve městě Dobrovice s 1765 obyvateli v roce 1932 byly evidovány tyto úřady, živnosti a obchody:
- Instituce a průmysl: poštovní úřad, telegrafní úřad, telefonní úřad, četnická stanice, katolický kostel, živnostenské společenstvo, sbor dobrovolných hasičů, 2 výrobci cementového zboží, cihelna, cukrovar, kamenický závod, výroba likérů, mlýn, pila, pivovar, pěstění řepových semen, výroba sodové vody.
- Služby (pouze výběr): 3 lékaři, 2 zubní lékaři, zvěrolékař, 3 autodopravci, 3 cukráři, čalouník, 2 drogerie, 2 elektrotechnické potřeby, fotoateliér, hodinář, 8 hostinců, hotel Radnice, hudební škola, 3 kapelníci, 2 knihaři, konsum, 2 kožišníci, lékárna, 3 malíři, mechanik, modistka, 4 papírnictví, plakátovací ústav, 2 pohřební ústavy, síťař, obchod se sklem a porcelánem, občanská záložna, spořitelna, spořitelní a záložní spolek, živnostenská záložna, okresní hospodářská záložna, 2 stavitelé, škola řeči, velkostatek, obchod s velocipedy, 2 zahradnictví, zednický mistr, zubní ateliér.

## Současnost
Městský úřad Dobrovice, sídlící v renesanční budově radnice na Palackého náměstí, vykonává funkci obecného stavebního úřadu pro 15 obcí (Ctiměřice, Dobrovice, Charvatce, Chudíř, Jabkenice, Kobylnice, Kosořice, Ledce, Němčice, Pěčice, Prodašice, Semčice, Ujkovice, Vinařice, Žerčice) a vykonává funkci matričního úřadu pro 12 obcí (Ctiměřice, Dobrovice, Kobylnice, Ledce, Němčice, Nepřevázka, Pěčice, Prodašice, Semčice, Ujkovice, Vinařice, Žerčice). Město poskytuje také služby sběrného dvora.
Ve městě je základní a mateřská škola, pobočka základní umělecké školy, pošta, knihovna, zdravotní středisko, veterinář, obvodní oddělení policie, supermarket Penny Market, čerpací stanice pohonných hmot a další menší maloobchody a běžné služby.
Působí zde divadelní spolek Dobrovít, který od roku 1949 každoročně pořádá přehlídku amatérských divadelních souborů Pojizerské hry. Další pravidelně pořádanou akcí je festival dechových hudeb Fadrhonsova Dobrovice. Několikrát měsíčně zde promítá kino a v městské části Holé Vrchy sídlí i nejmenší divadlo v České republice nesoucí název „Komorní scéna“. Místní FK Dobrovice působí v divizní skupině C, v letech 2015 až 2019 se účastnil třetí nejvyšší fotbalové soutěže v Česku – ČFL.
Největším podnikem ve městě je Cukrovar Dobrovice, patřící společnosti Tereos TTD. Ve městě, hlavně v jeho jižní části, sídlí několik dalších menších průmyslových podniků (KWD Bohemia, Uniplast a další).

## Pamětihodnosti
- Dobrovický pivovar
- Fara
- Hradiště Švédské šance
- Kostel sv. Bartoloměje
- Kostel sv. Václava (Sýčina)
- Kostel sv. Anny (Týnec)
- Měšťanský dům čp. 7
- Muzeum cukrovarnictví, lihovarnictví, řepařství a města Dobrovice
- Radnice
- Zámek

## Osobnosti
- Heřman Cron (1863–1940), dlouholetý ředitel cukrovaru a cukrovarnický odborník
- Viktorin Vrbenský (1580–1622), kněz a spisovatel

Rodáci
- Jiří Adamíra (1926–1993), herec
- Bedřich Feuerstein (1892–1936), architekt
- Heník z Valdštejna (1568–1623), šlechtic, knihtiskař
- Josef Hynie (1900–1989), český profesor, sexuolog
- Ota Hynie (1899–1968), český profesor, hydrogeolog, bratr Josefa
- Adolf Ludvík Krejčík (1877–1958), archivář, historik
- Karel Krejčík (1857–1901), ilustrátor a karikaturista
- Antonín Sládeček (1859–1934), kladenský historik a pedagog
- Marie Tomášová (1929–2025), herečka

## Doprava
Silniční doprava

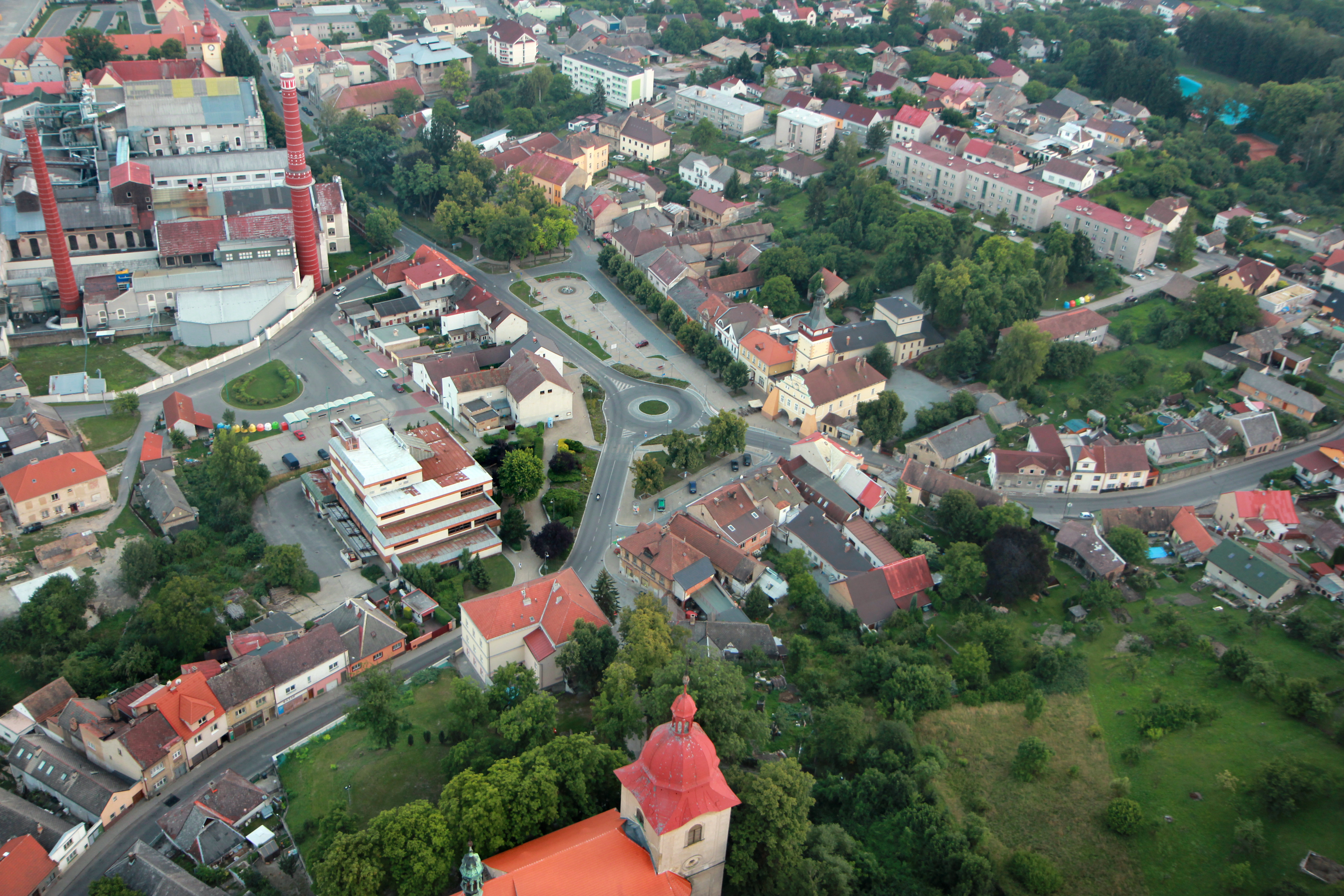
Letecký pohled na střed Dobrovice

Městskou částí Libichov prochází silnice I. třídy I/38 (5 km od centra města). Do všech ostatních částí města vedou silnice III. třídy. Centrum Dobrovice je vzdáleno 7 km od Mladé Boleslavi.
Železniční doprava
Město Dobrovice leží poblíž železniční trati 071 Nymburk – Mladá Boleslav. Jedná se o jednokolejnou celostátní trať, doprava byla na trati zahájena roku 1870. Přepravní zatížení tratě 071 mezi v roce 2011 činí obousměrně 5 rychlíků a 10 osobních vlaků. Na území města leží mezilehlá železniční stanice Dobrovice, zastavují zde pouze osobní vlaky. Od středu města je nádraží vzdáleno 2,5 km.
V minulosti do Dobrovice vedla železniční trať Rokytňany – Dobrovice město. Byla to jednokolejná místní, původně soukromá trať, majitelem byl kníže Thurn-Taxis. Nákladní doprava byla zahájena roku 1883, osobní doprava roku 1902. Trať byla zestátněna roku 1908. Stanice v Dobrovici měla název Taxis-Dobrovice, později Dobrovice město. Přepravní zatížení trati vlaky pro cestující bylo minimální, jednalo o dva páry osobních vlaků denně. Osobní doprava byla zastavena roku 1970, trať zrušena roku 1974.
Z nádraží Dobrovice město vedla vlečka do cukrovaru, později napojeného i do stanice Dobrovice na hlavní trati. Třetí větev kolejového trojúhelníka, která měla umožnit přímou jízdu z dráhy Rokytňany – Dobrovice město do stanice Dobrovice, byla nakonec postavena až po jejím zrušení.
Autobusová doprava
Dobrovicko je od 29.8.2020 napojeno na Pražskou integrovanou dopravu. V listopadu 2022 zastavovaly ve městě a jeho částech autobusové linky 403 (Dolní Bousov – Praha, Černý Most), 416 (Chloumek – Mladá Boleslav), 417 (Mcely – Mladá Boleslav), 418 (Smilovice – Mladá Boleslav), 463 (Rožďalovice – Mladá Boleslav), 432 (Milovice – Mladá Boleslav, zastavuje v Libichově), 499 (Nymburk – Mladá Boleslav, zastavuje na Holých Vrších).